# ラストシーンは腕の中で
「ラストシーンは腕の中で」（ラストシーンはうでのなかで）は、1984年11月14日にリリースされた田原俊彦の20作目のシングル。

## 音楽性

### ラストシーンは腕の中で
シングル曲としては、デビュー曲「哀愁でいと」以来となる海外のカバー曲で、オリジナルは、アメリカの俳優スコット・バイオが、1982年にRCAから発表したアルバム『Scott Baio』の収録曲である「Woman, I Love Only You」。
作詞・作曲のBernie Galley（Bernard Wayne Galley）はアメリカのミュージシャン、Jim Pike（James Russell Pike）は、ヴォーカル・トリオのレターメンのメンバーだった経歴を持ち、ヴォーカル・グループ "Reunion" のメンバーとしても活動。

## リリース
1984年11月14日に、キャニオン・レコードのNAVレーベルから7インチレコードとして発売された。

### プロモーション盤
本作のプロモーションの一環として、ディスコ向けの1曲入り12インチシングルがプレスされた。アーティスト名は田原ではなく、演奏者名として「MODERN GIRL 2001」と表記されている。田原のシングルと同じタイトルロゴを流用している。このバージョンは一般発売されていない。
本曲が日本テレビ系『ザ・トップテン』にランクインした際、この12インチシングル盤を出演者の堀俊彦が持って紹介。当時、ラジオ番組『田原俊彦・ひとつぶの青春』では、本曲を「ディスコ・ヴァージョン」と田原が紹介した。
内容はシングルのアレンジを基調としたロング・バージョンだが、田原のヴォーカルは入っていない。シングルでは田原が歌ったメロディをサックスが演奏しており、演奏しているのは編曲者でもある中村哲。

## 収録曲
| #  | タイトル                   | 作詞                                        | 作曲                     | 編曲     |
| -- | -------------------------- | ------------------------------------------- | ------------------------ | -------- |
| 1. | 「ラストシーンは腕の中で」 | Bernie Galley & Jim Pike 日本語詞: 小林和子 | Bernie Galley & Jim Pike | 中村哲   |
| 2. | 「サヨナラを言わせないで」 | 岩谷時子                                    | 網倉一也                 | 萩田光雄 |

### プロモーション盤
| #  | タイトル                                          | 作詞 | 作曲                     | 編曲   | 演奏             |
| -- | ------------------------------------------------- | ---- | ------------------------ | ------ | ---------------- |
| 1. | 「ラストシーンは腕の中で」(WOMAN I LOVE ONLY YOU) |      | Bernie Galley & Jim Pike | 中村哲 | MODERN GIRL 2001 |